# World Nuclear Association
Die World Nuclear Association (WNA) ist ein Branchenverband mit Sitz in Westminster (Großbritannien), der im Jahre 2001 als Nachfolger des Uranium Institute gegründet wurde. Ziel der Organisation ist die Förderung der friedlichen Nutzung und dementsprechend der Ausbau der Kernenergie und die Unterstützung der Unternehmen der Nuklearindustrie. Sie ist eine von der UNO akkreditierte internationale Nichtregierungsorganisation.

## Mitgliederschaft
Die Mitglieder kommen aus allen Stufen des Produktionsprozesses, zum Beispiel aus dem Uranbergbau, der Uran-Anreicherung, der Kernbrennstoffproduktion, der Wiederaufarbeitung, der Endlagerung, der Kraftwerksindustrie und den Energieversorgungsunternehmen. Weiterhin können Unternehmen aus anderen Bereichen, die mit der Verwertungskette in Zusammenhang stehen, Mitglied der Organisation werden.
Die Mitglieder repräsentieren rund 90 Prozent der weltweiten Kernenergieerzeugungskapazitäten. Zudem stehen die Staaten, in denen die Mitglieder ihren Sitz haben, für 80 Prozent der Weltbevölkerung.
Neben Unternehmen und Organisationen mit Sitz in den OECD-Staaten versucht die World Nuclear Association, vermehrt Unternehmen und Organisationen aus Nicht-OECD-Staaten, unter anderem durch Rabatte bei den Beiträgen, zu gewinnen.
Für Non-Profit-Organisationen, Wissenschaftler, Politiker und Behörden gibt es zudem einen reduzierten Mitgliedsbeitrag.

## Leitung
Die Mitglieder ernennen einen Generaldirektor und wählen ein 18 Mitglieder umfassendes Board of Management. Dieses ist für Kontrolle und die Erfüllung der satzungsgemäßen Vorgaben zuständig. Zudem entwickelt das Board of Management Grundlagen und Strategien, die durch die Mitglieder bestätigt werden. Neben den vorgenannten Organen gibt es noch ein „Council of Advisors“.

### Generaldirektor

#### Aktueller Generaldirektor
Sama Bilbao y León 2020–

#### Ehemalige Generaldirektoren
- John Ritch, ehemaliger US-Botschafter und Teilnehmer der Nuclear Non-Proliferation Treaty-Verhandlungen 1995 und 2000.[10] John Ritch war von der Gründung der World Nuclear Association im Jahr 2001 bis 2012 Director General.[11]
- Steve Kidd, „Acting Director General“ 2012,[11] Forschungsdirektor der World Nuclear Association.[12]

### Board of Management

#### Vorsitzende
- Agneta Rising 2001–2002[13]
- Gerald Grandey 2002–2004[14]
- Jose Luis Gonzalez 2004[15]–2006[16]
- Ralf Güldner 2006[16]–2008[17][18]
- Andy White 2008[17]–2010[19]
- Chris Crane 2010[19]–2012[11]
- Tim Gitzel 2012[11]
- Bohdan Zronek (Stand 2022)[20]

#### Ehrenmitglieder des Board of Management
- Hans Blix
- Gerald Grandey

## Aktivitäten und Programme der World Nuclear Association

### Zusammenarbeit in der Nuklearindustrie
Die Arbeitsgruppen, bestehend aus den institutionellen Mitgliedern und durch das Sekretariat der World Nuclear Association unterstützt, verteilen Informationen und Entwicklungsanalysen in den Gebieten Technik, Handel und Umweltfragen.

### Veranstaltungen

#### World Nuclear Association Annual Symposium
Das World Nuclear Association Annual Symposium findet seit 1985 in London statt. Ins Leben gerufen wurde es durch das Uranium Institute, die Vorgängerorganisation der World Nuclear Association. Während des Symposiums wird die ebenfalls seit 1985 verliehene Auszeichnung Gold Medal für Herausragende Leistungen für die friedliche weltweite Nutzung der Kernenergie (englisch Distinguished Contribution to the Peaceful Worldwide Use of Nuclear Energy) der World Nuclear Association überreicht.
Neben dem Symposium in London werden zwei weitere, seit 2013 in Indien und seit 2011 in China abgehalten.

#### World Nuclear Fuel Cycle Meeting
Gemeinsam mit der US-amerikanischen Lobbyorganisation Nuclear Energy Institute veranstaltet die World Nuclear Association die World Nuclear Fuel Cycle Meetings. Auf dieser Veranstaltung treffen sich Unternehmen und Institutionen, die in den Bereichen Kernbrennstoffe und Uranmarkt tätig sind bzw. veröffentlichen.

### Vertretung
Die Association vertritt die Interessen der Nuklearindustrie und der internationalen Organisationen wie zum Beispiel:
- Internationale Atomenergie-Organisation
- Nuclear Energy Agency
- Vereinte Nationen (die World Nuclear Association war unter anderem an der im Jahr 2009 stattgefundenen UN-Klimakonferenz in Kopenhagen beteiligt)
- Internationale Strahlenschutzkommission und OSPAR (Beratungen zur nuklearen Sicherheit)

## Assoziierte Organisationen
Der Verband unterstützt andere Organisationen mit finanziellen und organisatorischen Mitteln, ohne Einfluss auf deren Unabhängigkeit zu nehmen. Diese Organisationen haben mit der World Nuclear Association entsprechende Vereinbarungen abgeschlossen.
Unterstützt werden durch den Verband:
- Internationale Arbeitnehmerorganisationen auf dem Gebiet der Nukleartechnik
- Nationale bzw. regionale Organisationen, in denen Unternehmen Mitglieder werden können
- Nationale Nuklearvereinigungen
- Bürgerorganisationen, die Kernenergie als einen Schlüssel zur Energiewende betrachten und fördern.[26]

### Women in Nuclear Global
Women in Nuclear Global wurde 1993 aus der World Nuclear Association heraus gegründet. Zurzeit sind über 2000 Mitglieder aus 60 Staaten in der Non-Profit-Organisation. Auch Männer können Mitglieder von Women in Nuclear Global werden, jedoch sind der überwiegende Anteil der Mitglieder Frauen aus den Bereichen Wissenschaft, Uranbergbau, Kraftwerksbetreiber, Nuklearmedizin und anderen Organisationen wie der IAEA.
Geführt wird Women in Nuclear Global von einem gewählten Vorstand. Ein Teil der Finanzen wird durch die World Nuclear Association getragen. Women in Nuclear Global fördert die Verbreitung von Informationen zur Nukleartechnik und zu den Auswirkungen radioaktiver Strahlung. Zudem fördert Women in Nuclear Global ihre Mitglieder durch Tagungen und Karrieremöglichkeiten in der Nuklearindustrie.